# Etha Fles

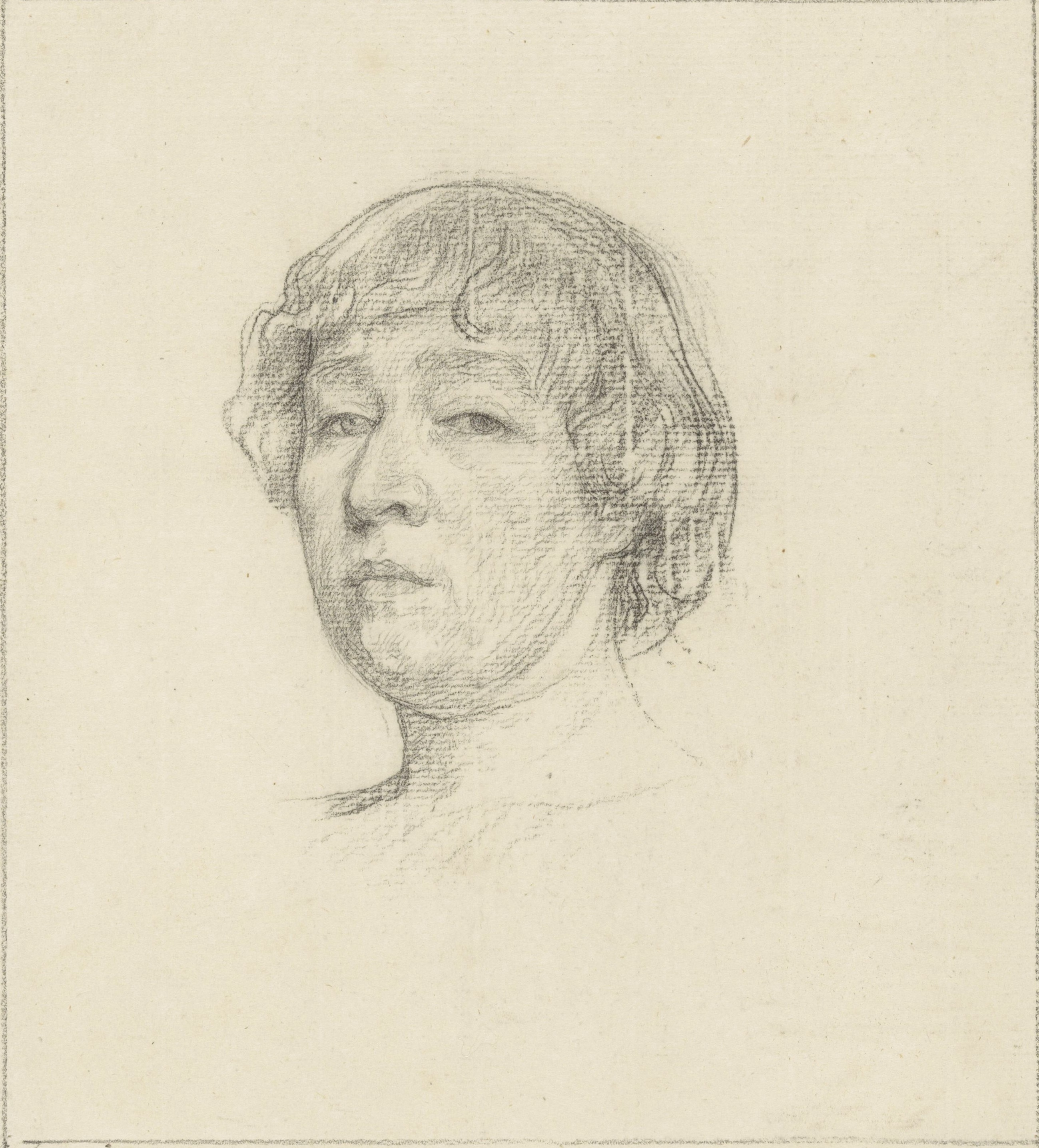
Etha Fles, Porträt von Jan Veth, 1886

Etha Fles eigentlich Margeretha Tekla Johanna Fles (* 1. Mai 1857 in Utrecht; † 31. Januar 1948 in Bergen) war eine niederländische Malerin und Kunstkritikerin. Sie wird zur Larener Schule gezählt.

## Leben
Fles war die jüngere Tochter des Augenarztes Joseph Fles und dessen Ehefrau, der Malerin Teunsijna Johanna Albertine Kranenborg (1827–1878). Ihre ältere Schwester war die Gesangspädagogin Anna Fles (1854–1906) und der Jurist Frederick Jacob Fles (1827–1889) war ihr Onkel. Die Schwestern wuchsen in einem wohlhabenden und kunstinteressierten häuslichen Umfeld mit Diskussions- und Musikabenden sowie Konzert- und Theaterbesuchen auf. Ihr Vater sammelte Kunst und ihre aus einer Amsterdamer Kaufmannsfamilie stammende Mutter unterrichtete die Mädchen zu Hause. Etha erhielt Klavier- und Malunterricht bei dem Utrechter Landschaftsmaler Adrianus van Everdingen.
Zwischen 1881 und 1884 studierte Fles an der Rijksakademie van beeldende kunsten in Amsterdam, meistenteils bei August Allebé. Unterstützt von diesem, beschäftigte sich Fles mit Freilichtmalerei.
Sie trat der Amsterdamer Künstlervereinigung Arti et Amicitiae bei, dem Pulchri Studio, schloss sich der Künstlergruppe der „Tachtigers“ (Achtziger) in Noordwijk an und wurde 1885 Mitglied des neu gegründeten „Nederlandsche Etsclub“ in Utrecht. Nach mehreren Besuchen in Laren (Provinz Noord-Holland) mietete sie 1886 mit ihrer Kommilitonin Wally Moes eine Villa im Künstlerdorf bei Anton Mauve. Als Teil der Larener Schule stellte sie regelmäßig Blumenstillleben, Dorfszenen und Landschaften auf den Ausstellungen „Tentoonstelling van Levende Meesters“ und der Jahresausstellung des Nederlandsche Etsclub aus.
1888 kehrte Etha Fles nach Utrecht zurück. Interessiert am Impressionismus, neuen Strömungen in der Kunst und den sozialistischen Ideen von John Ruskin und William Morris begann sie, Kunstkritiken für verschiedene Tages- und Wochenzeitungen zu schreiben, die u. a. im Feuilleton der wöchentlichen Zeitschrift Elsevier und Hollandia erschienen. Um moderne Kunst und das Kunsthandwerk in Utrecht zu fördern, organisierte sie 1891 mit Jo Besier eine Ausstellung, auf der neben etablierten Künstlern auch Vertreter zeitgenössischer Kunst vertreten waren. Außerdem gründete sie mit dem gleichen Ziel 1895 den Verein „Voor de Kunst“ (Für die Kunst), dessen Ausstellungen und Vorträge ausdrücklich auch den Arbeitern offenstanden. Sie selbst malte und radierte weiter. Im Jahr 1895 wurden einige ihrer Radierungen auf der I Esposizione Internazionale d’Arte della Città di Venezia (1. Internationale Kunstausstellung der Stadt Venedig), der späteren Biennale di Venezia, gezeigt. Als Delegierte von „Arti et Amicitiae“ besuchte Fles die Weltausstellung Paris 1900, um Werke für eine Impressionismus-Ausstellung auszuwählen und niederländische Künstler zu fördern. Hier war sie von dem italienischen Bildhauer Medardo Rosso beeindruckt, den sie bis zu seinem Tod 1928 als Mäzenin  unterstützte. Ab 1905 lebte sie eine Zeitlang in Amsterdam und London. Nach dem Tod von Vater und Schwester Ende 1906 und dem Verkauf des Elternhauses zog sie nach Haarlem und ließ sich in Bergen eine Villa bauen, die sie „De Zonnebloem“ nannte.

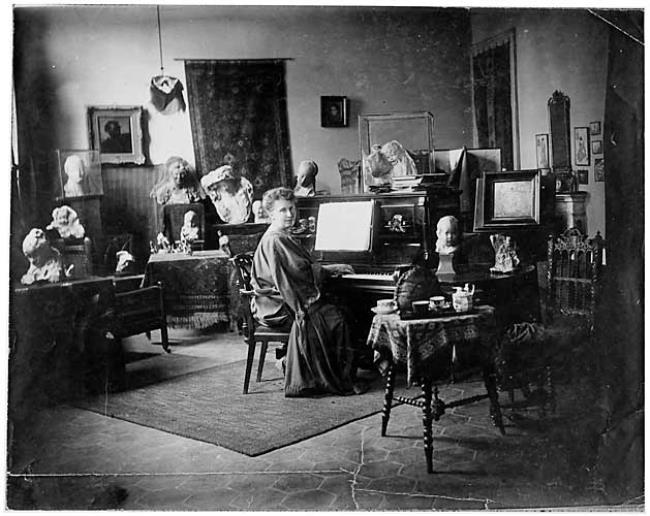
Etha Fles in ihrem Studio in Rom, um 1911

1909 bezog Fles ein Atelier in Rom, in der Nähe von Rossos Atelier, wo sie an ihren Radierungen und Zeichnungen arbeiten konnte. Daneben schrieb sie für mehrere niederländische Zeitschriften und Zeitungen über das tägliche Leben und die Kunst in Italien. 1915 kehrte sie wegen des Ersten Weltkriegs nach Bergen zurück, reiste aber nach wenigen Monaten als Begleitung einer kranken Freundin in die Schweiz, gemeinsam mit der achtzehnjährigen Krankenschwesternschülerin Agatha Verkroost. Fles betrachtete sie schnell als ihre Pflegetochter, unternahm mit ihr eine Kulturreise durch die Schweiz und wohnte mit ihr in den folgenden Jahren zusammen, ab 1917 im italienischen Ruvigliana, von 1918 bis 1930 in Rom und bis 1934 in Castel Gandolfo. Zwischenzeitlich konvertierte sie zum Katholizismus und ließ sich 1925 taufen. 1934 zog Fles endgültig zurück nach Bergen in ihre Villa „De Zonnebloem“, umsogt von Verkroost. Fles traf dort regelmäßig gleichgesinnte Dichter, Musiker und befreundete Künstler, wie z. B. Adriaan Roland Holst und Wolfgang Frommel. 1943 wurde die Villa während des Zweiten Weltkriegs von den Deutschen beschlagnahmt und Fles verbrachte die letzten Kriegsjahre in einem Kloster in Limburg. Nach der Befreiung kehrte sie nach Bergen zurück. Etha Fles starb mit neunzig Jahren in Bergen und fand dort auch ihre letzte Ruhestätte.

## Werk
Etha Fles radierte Landschaften und Stadtansichten von Holland, Deutschland und Rom, darunter Ansichten von Nürnberg und Dordrecht. Außerdem gehörten Blumenstillleben und Genreszenen zu ihren Motiven. Vor allem setzte sich dafür ein, Kunst auch einem breiteren Publikum zugänglich zu machen.

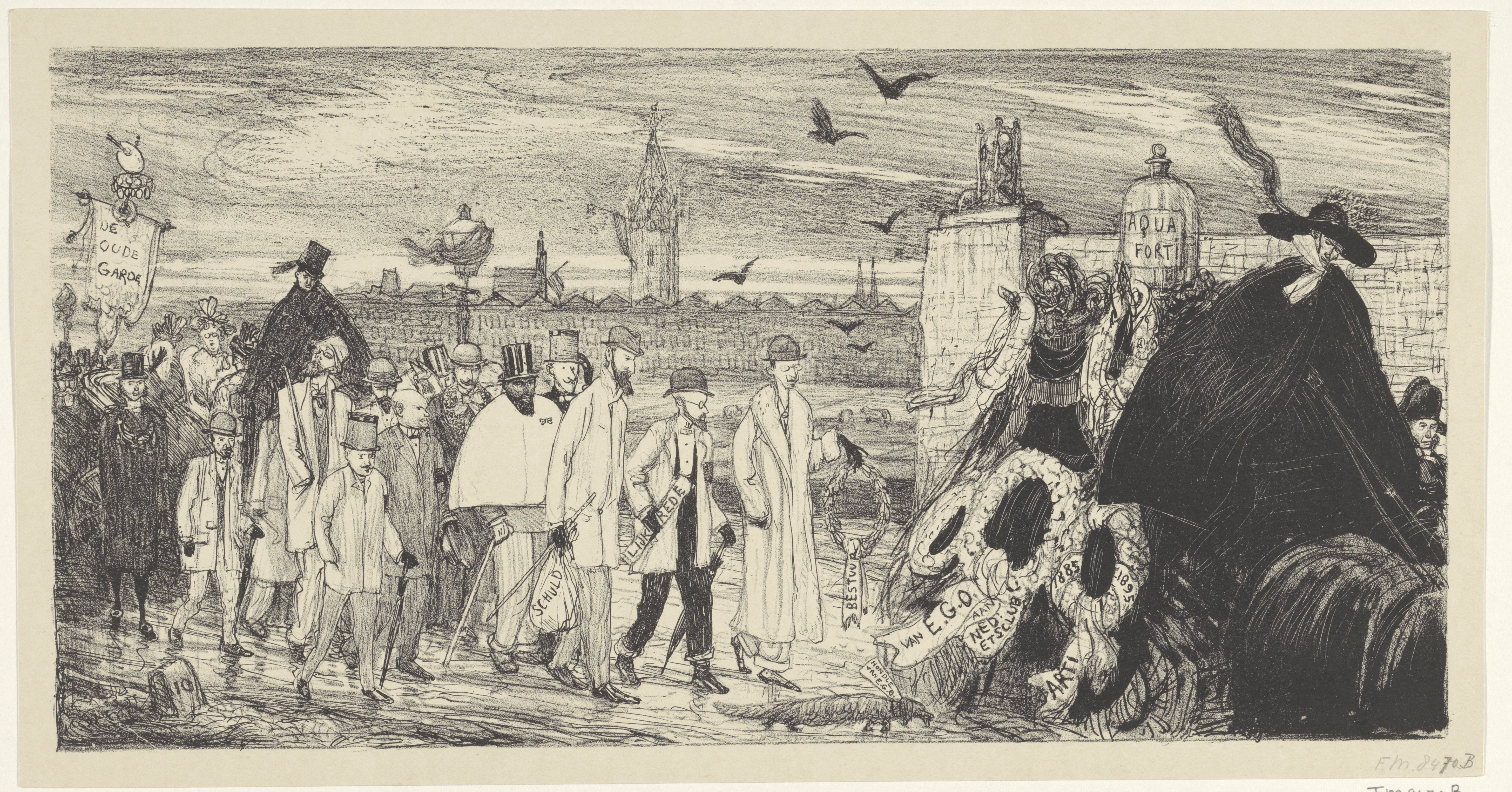
Uitvaart van de nederlandse etsclub, 1896
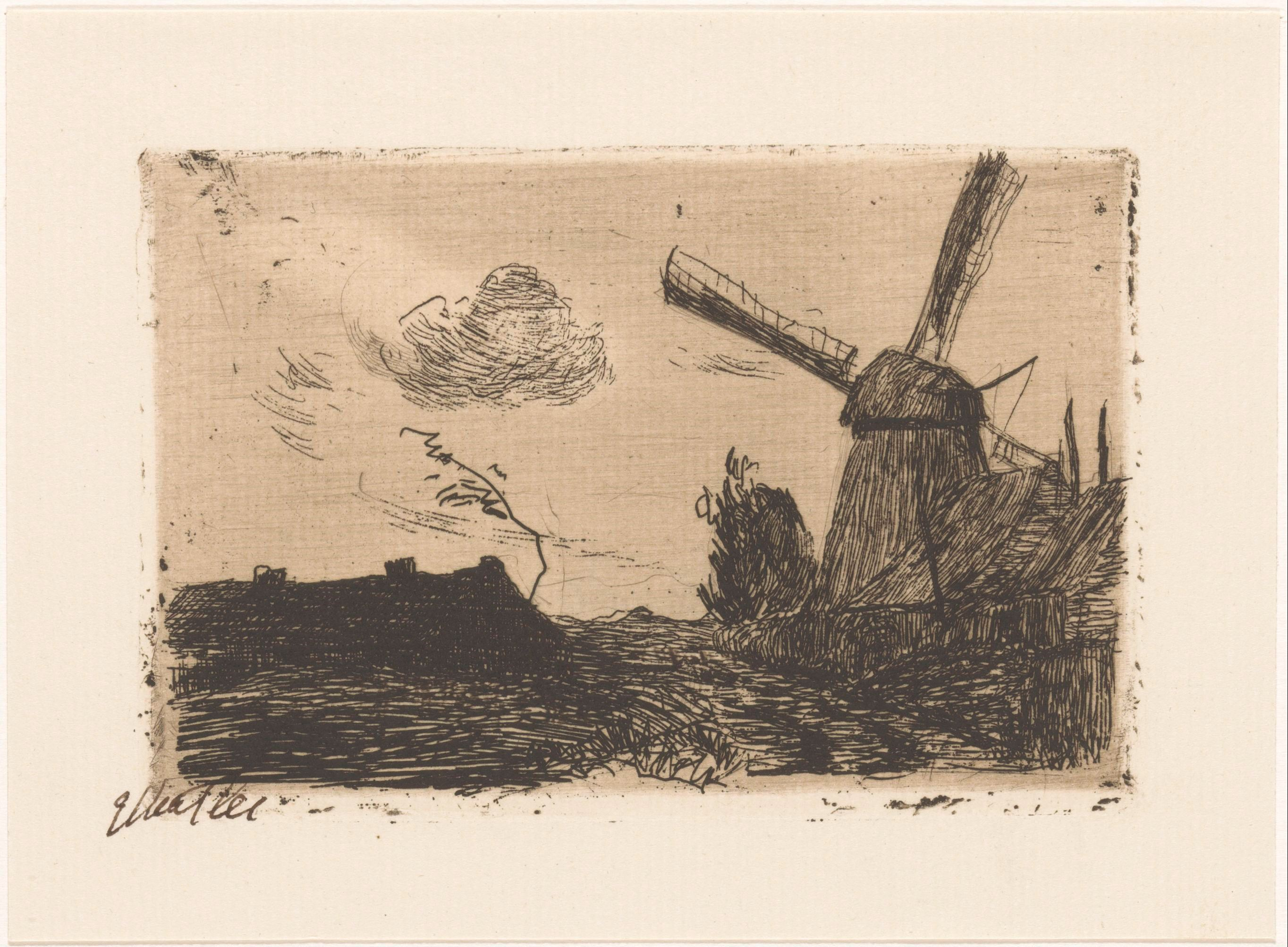
Molen bij een boerderij
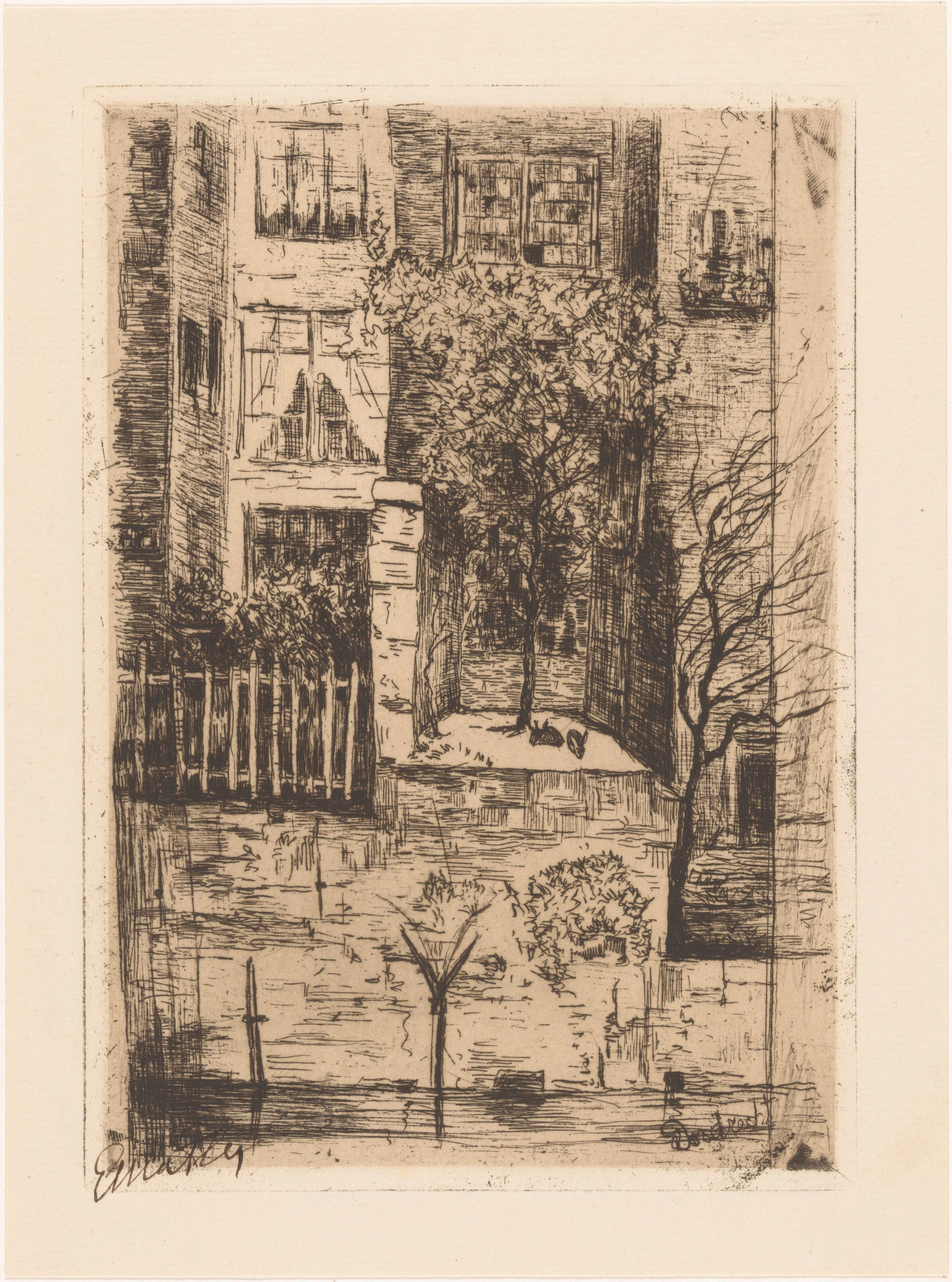
Dordrecht
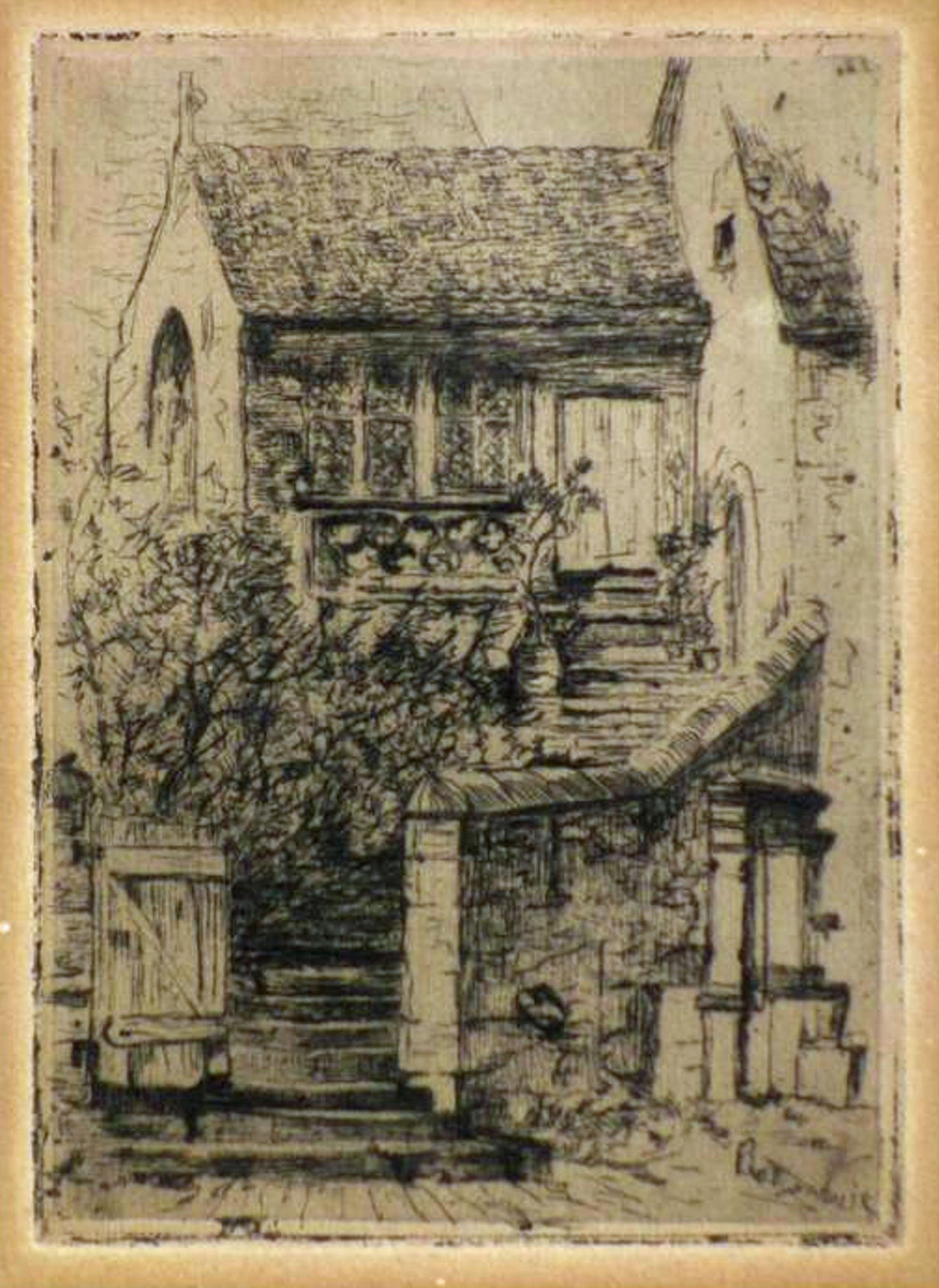
Rothenburg
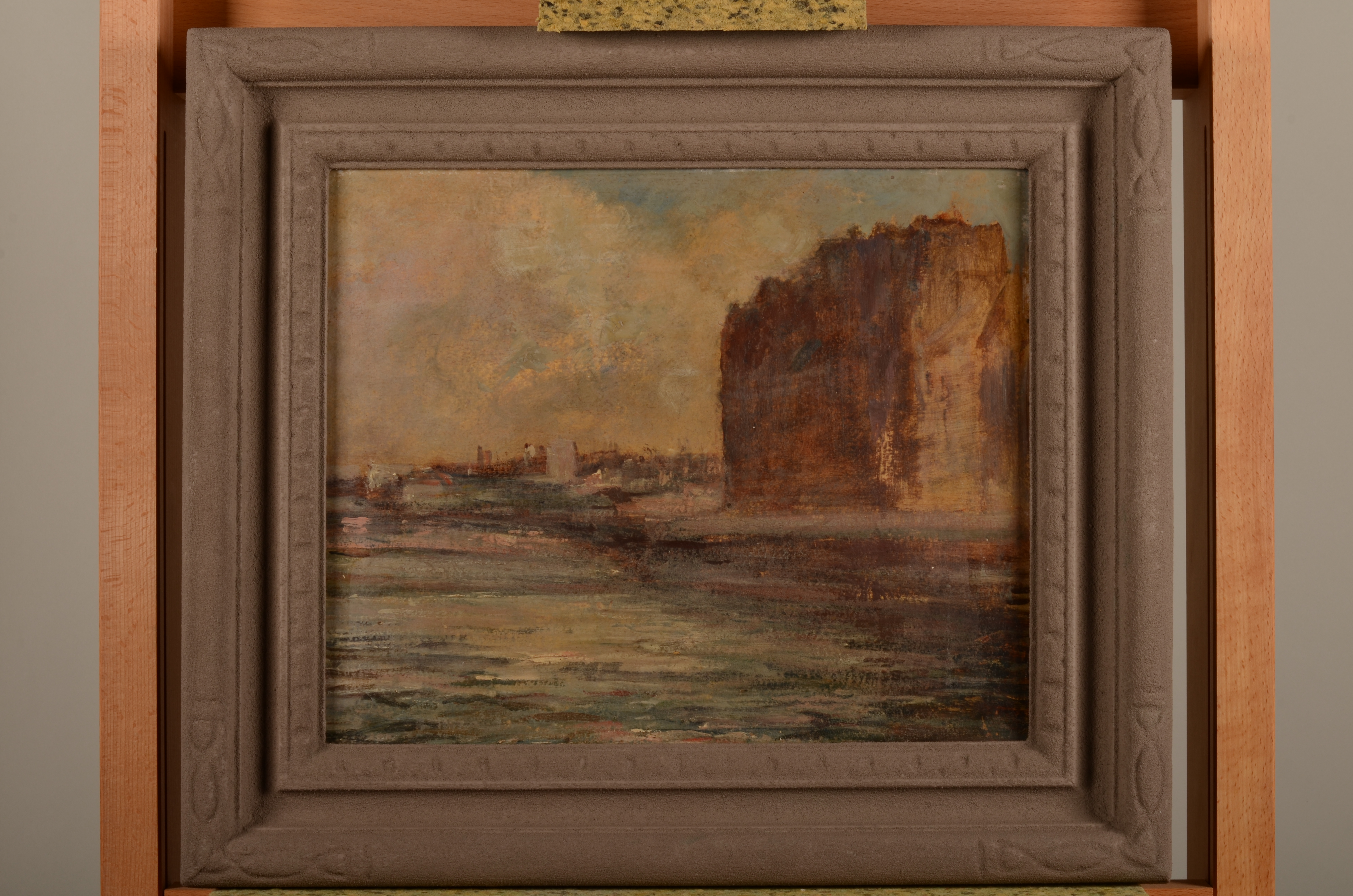
Italiaanse havenstad, 1900

## Schriften (Auswahl)
- In leiding tot een kunstgeschiedenis. Utrecht 1903.
- Medardo Rosso. Impressions. Utrecht 1906
  - Deutsch: Medardo Rosso. Der Mensch und der Künstler (= Schnitter-Bücher). Verlag W. Heinrich, Freiburg/B. 1922.
- Il poverello. ed. Teulings, 's-Hertogenbosch 1926.
- Ware helden. St. Franciscus, de H. Clara, de H. Antonius. Ed. Foreholte, Voorhout 1928.
- Tien jaren in Rome. Bladzijden iut een dagboek. W. J. Thieme, Zutphen 1929.
- zusammen mit T. Westerwoudt: Handboek der kunstgeschiedenis. Utrecht 1933.
- Drie visionnairekunstenaars van onzen tijd. Medardo Rosso, Gerardo Dottori, Ernesto Massuelli. Haarlem 1936.